# Auto del secolo

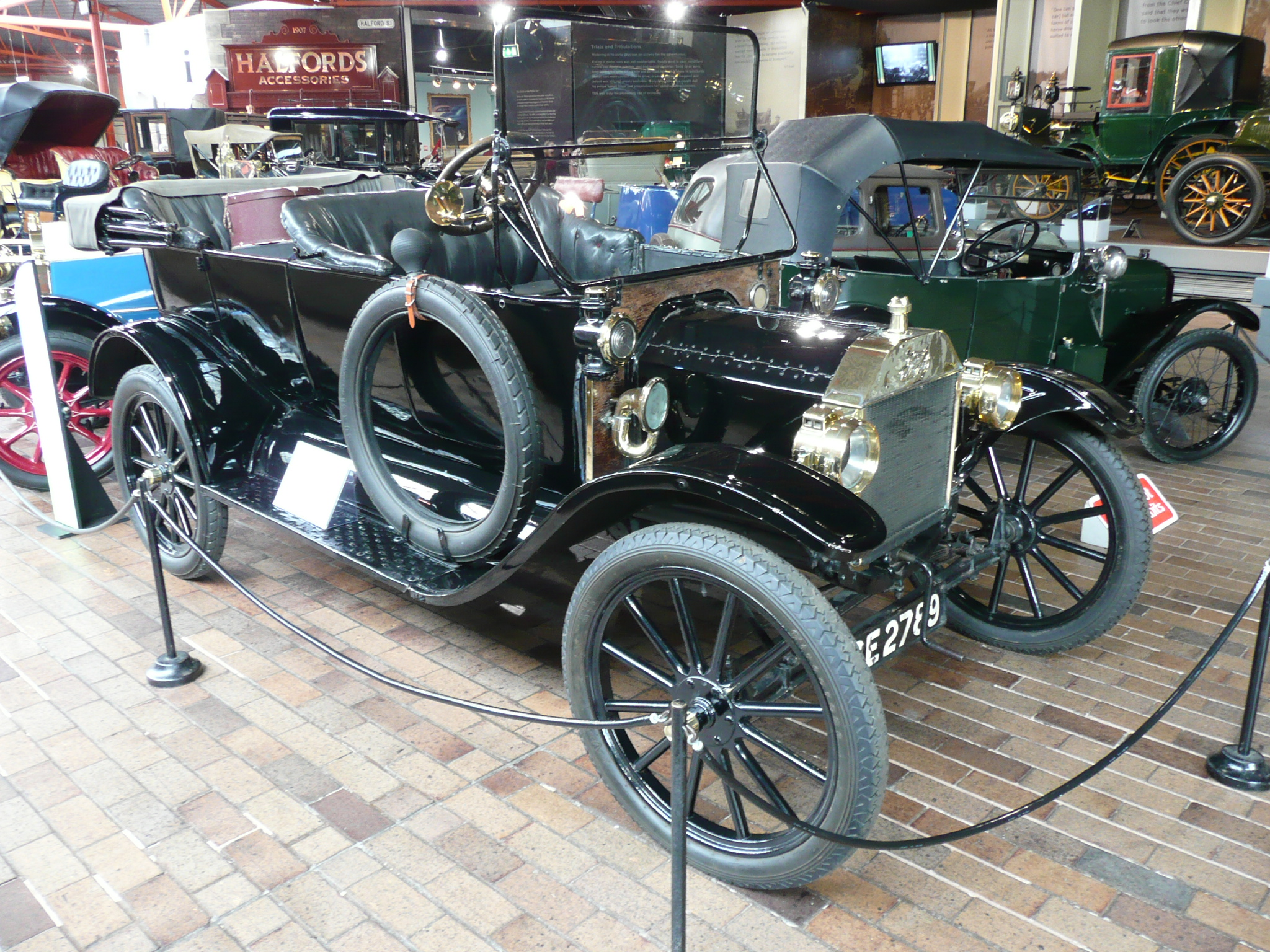
1º posto: Ford Model T

L'auto del secolo (in inglese Car of the Century, COTC) è stato un premio internazionale dato alle auto più influenti del mondo del XX secolo. Il processo elettorale è stato coordinato dalla Automotive Global Elections Foundation. Il vincitore, la Ford Model T, è stato annunciato in un galà di premiazione il 18 dicembre 1999 a Las Vegas, Nevada.

## Il processo di selezione
Per scegliere la Car of the Century è stato messo a punto un processo elaborato e formale. Esso ha avuto inizio nell'ottobre 1996, quando il comitato organizzatore della COTC ha presentato una lista di 700 come candidate per il premio, che i suoi esperti avevano selezionato sulla base delle raccomandazioni inviate dall'industria e dai club automobilistici.
Nel febbraio 1997 è stata poi annunciata al salone dell'auto AutoRAI di Amsterdam una lista di 200 auto eleggibili, selezionate dalle 700 da un comitato onorario formato tutto da esperti automobilistici indipendenti, di chiara fama ed esperienza.
Il passo successivo è stato affidato ad una giuria di 132 giornalisti automobilistici professionisti di 33 paesi diversi che, sotto la presidenza di Lord Montagu of Beaulieu, hanno ridotto la lista dei candidati a 100, annunciando il risultato al Salone dell'automobile di Francoforte nel settembre 1997.
Il processo di eliminazione è proseguito con la selezione di 10 automobili mediante una votazione pubblica su Internet e di altre 25 da parte della giuria dei professionisti. Nella circostanza. 9 della 10 auto selezionate dal pubblico erano anche tra le 25 selezionate dai giornalisti (l'auto in più selezionata dal pubblico era l'AC Cobra). Le 26 auto risultanti sono state quindi annunciate al Salone dell'automobile di Ginevra nel marzo 1999, come le candidate per il turno successivo.
| Casa          | Tipo                   | Anno          | Paese    |
| ------------- | ---------------------- | ------------- | -------- |
| AC            | Cobra                  | 1965–1967     | UK/US    |
| Alfa Romeo    | Giulietta Sprint Coupé | 1954–1965     | Italia   |
| Audi          | Quattro                | 1980–1991     | Germania |
| Austin        | Seven                  | 1922–1939     | UK       |
| BMW           | BMW 328                | 1936–1940     | Germania |
| Bugatti       | T35                    | 1926–1930     | Francia  |
| Chevrolet     | Corvette Stingray      | 1963–1967     | US       |
| Citroën       | Traction Avant         | 1934–1957     | Francia  |
| Citroën       | 2CV                    | 1948–1990     | Francia  |
| Citroën       | DS19                   | 1955–1975     | Francia  |
| Ferrari       | 250 GT SWB Berlinetta  | 1959–1962     | Italia   |
| Fiat          | 500 Topolino           | 1936–1948     | Italia   |
| Ford          | Model T                | 1908–1927     | US       |
| Ford          | Mustang                | 1964–1968     | US       |
| Jaguar        | XK120                  | 1948–1954     | UK       |
| Jaguar        | E-Type                 | 1961–1975     | UK       |
| Mercedes-Benz | S/SS/SSK               | 1927–1932     | Germania |
| Mercedes-Benz | 300 SL Coupé           | 1954–1957     | Germania |
| BMC           | Mini                   | 1959–2000     | UK       |
| NSU           | Ro 80                  | 1967–1976     | Germania |
| Porsche       | 911                    | 1963–presente | Germania |
| Renault       | Espace                 | 1984–presente | Francia  |
| Rolls-Royce   | Silver Ghost           | 1907–1925     | UK       |
| Rover         | Range Rover            | 1970–1996     | UK       |
| Volkswagen    | Beetle                 | 1946–presente | Germania |
| Volkswagen    | Golf                   | 1974–presente | Germania |
| Willys        | Jeep                   | 1941–1945     | US       |

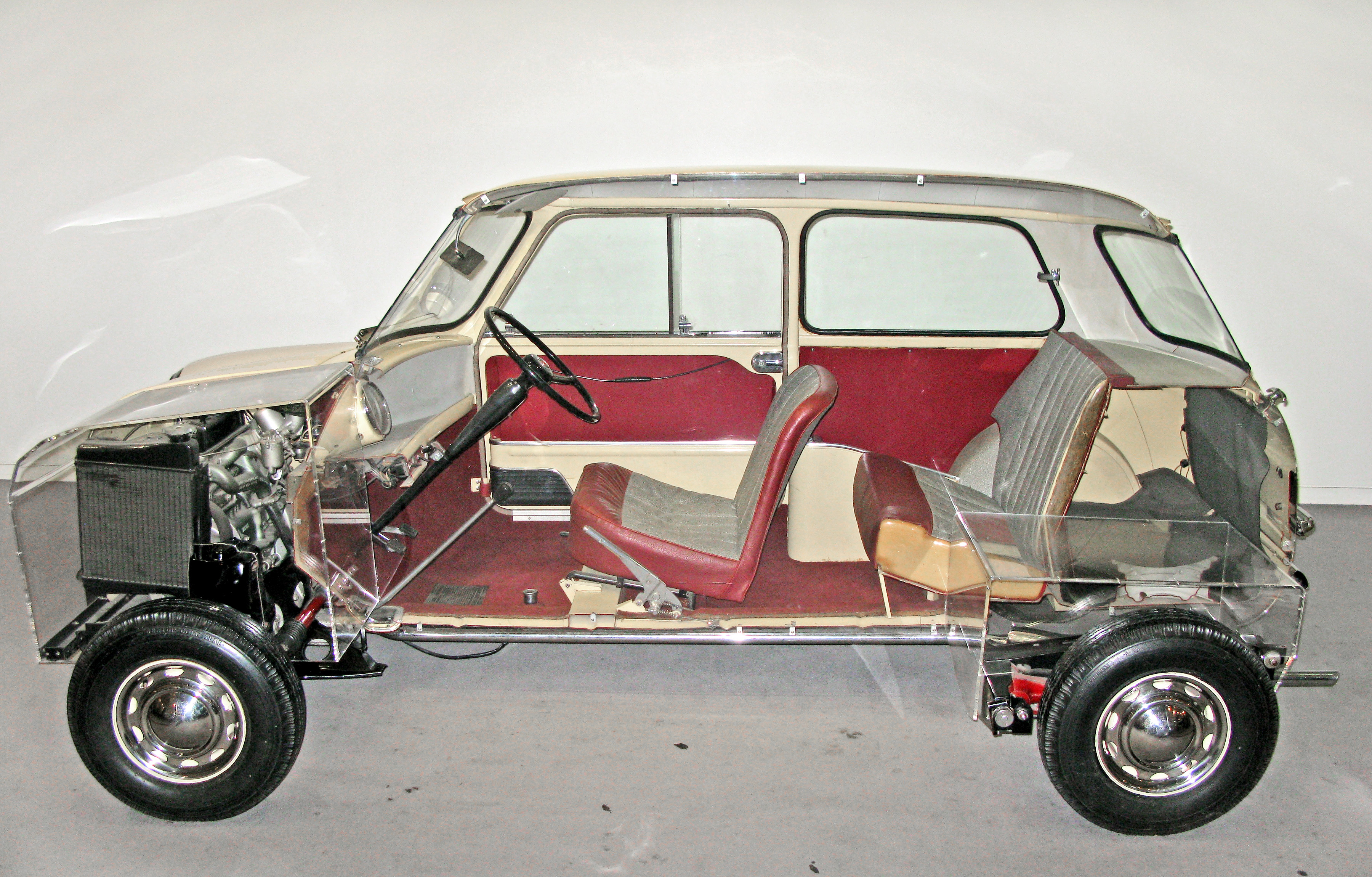
2º posto: la sezione trasversale della Mini mostra come l'involucro massimizza lo spazio per i passeggeri

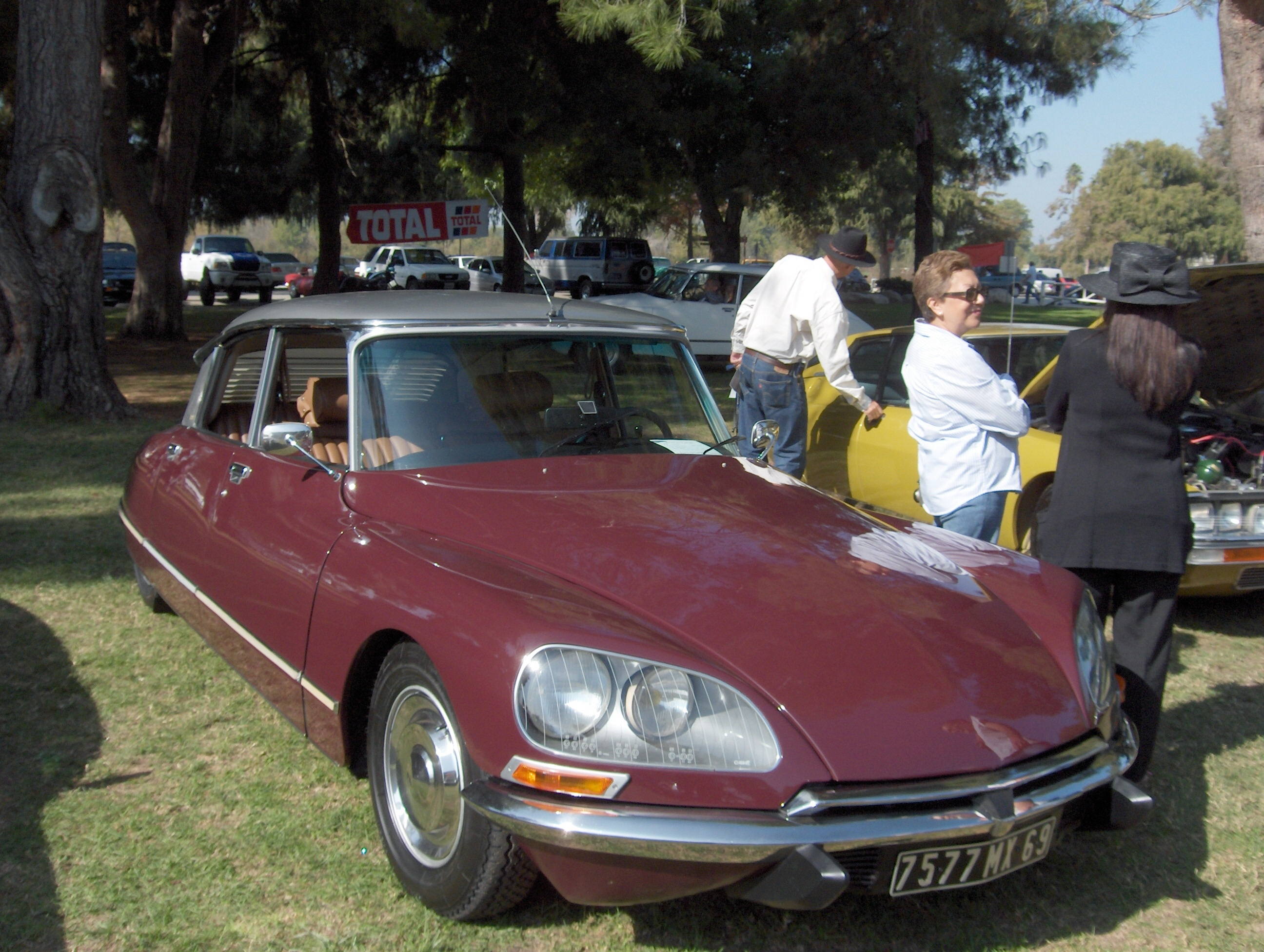
3º posto: Citroën DS

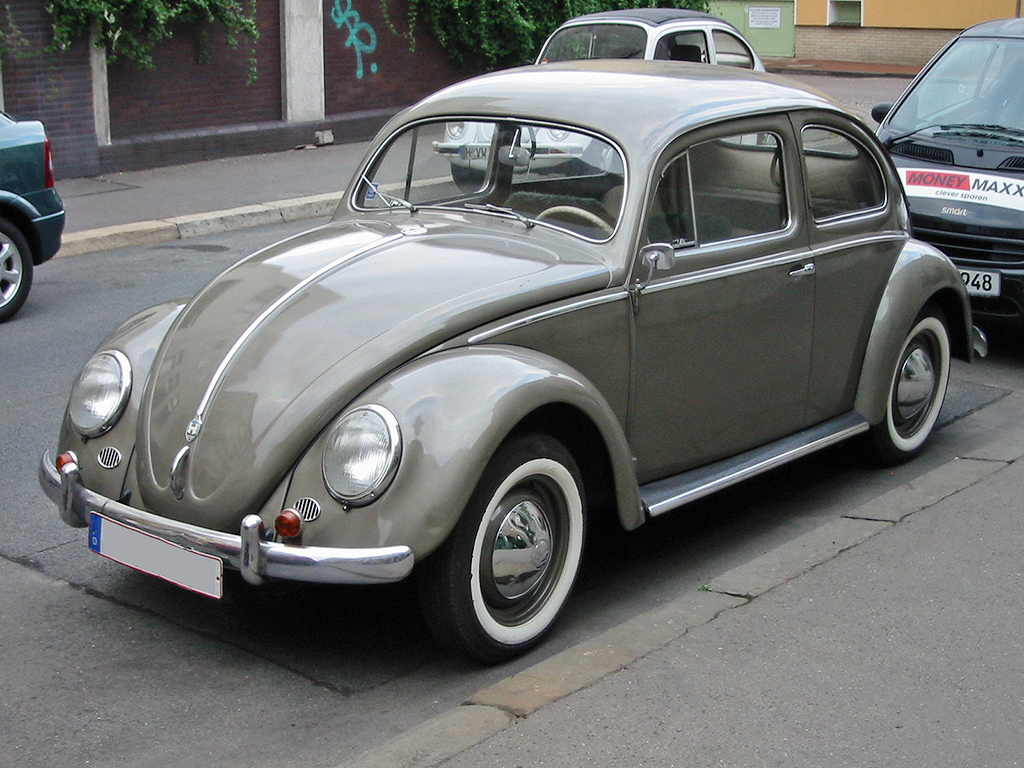
4º posto: Volkswagen Beetle

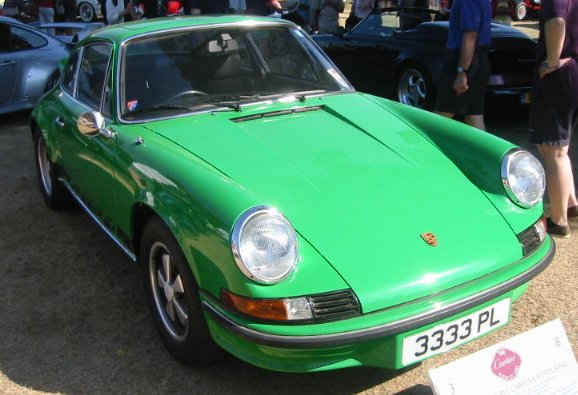
5º posto: Porsche 911

Dai 26, la giuria è stata chiamata a nominare i cinque finalisti che sarebbero passati attraverso l'ultimo turno di votazioni, usando un sistema a punti. I finalisti sono stati annunciati al Salone dell'automobile di Francoforte nel settembre 1999.

## I risultati finali
Ciascuna giuria ha classificato le cinque auto nel suo ordine preferito, ed i risultati sono stati combinati con un sistema a punti. I risultati finali sono mostrati nella tabella sottostante.
| Posizione | Modello auto      | Punti |
| --------- | ----------------- | ----- |
| 1         | Ford Model T      | 742   |
| 2         | Mini              | 617   |
| 3         | Citroën DS        | 567   |
| 4         | Volkswagen Beetle | 521   |
| 5         | Porsche 911       | 303   |